# فوق مستوى الشبهات (مسلسل)
فوق مستوى الشبهات هو مسلسل تلفزيوني درامي مصري، بدأ عرضه في شهر رمضان 2016 على التليفزيون المصري وعدد من القنوات الخاصة مثل شبكة تليفزيون النيل وشبكة تليفزيون الحياة وتليفزيون سي بي سي وتليفزيون المحور

## أحداث المسلسل
تدور قصة المسلسل حول أستاذة جامعية متخصصة في التنمية البشرية تدعى رحمة حليم (يسرا)، تظهر أمام الجميع طوال الوقت بمظهر السيدة الناجحة في كافة مجالات حياتها وعملها، لكنها في المقابل تخفي وجهًا آخر أكثر قبحًا ووحشية.

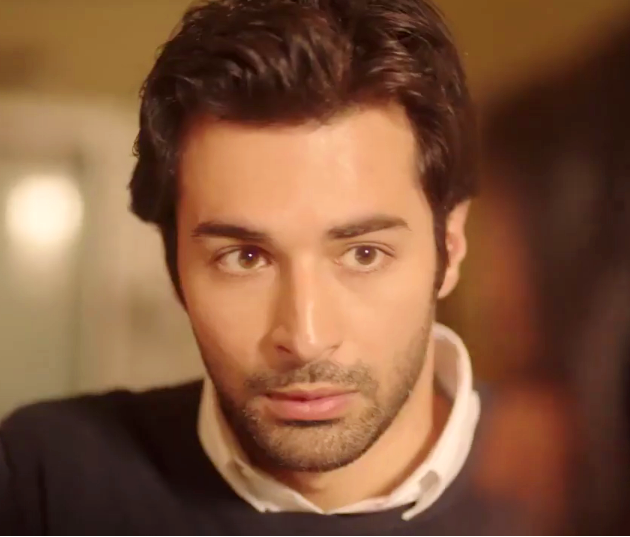
أحمد حاتم في دور عمر

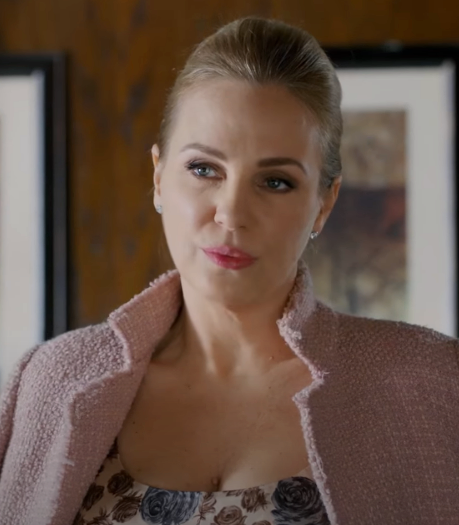
شيرين رضا في دور إنجي الشربيني

## الممثلين
- يسرا
- زكي فطين عبد الوهاب
- شيرين رضا
- نجلاء بدر
- سيد رجب
- ناردين فرج
- باسل الزارو
- أحمد حاتم
- مراد مكرم
- هند عبد الحليم